# Pseudothyridium lineatum
Pseudothyridium lineatum är en skalbaggsart som beskrevs av Murray 1857. Pseudothyridium lineatum ingår i släktet Pseudothyridium och familjen Rutelidae. Inga underarter finns listade i Catalogue of Life.